# Polyscias weinmanniae
Polyscias weinmanniae là một loài thực vật có hoa trong Họ Cuồng cuồng. Loài này được (Baill.) Harms miêu tả khoa học đầu tiên năm 1906.